# Acanthurus achilles
O cirurgião-de-cauda-vermelha (Acanthurus achilles), também conhecido como cirurgião-aquiles-do-Pacífico ou simplesmente cirurgião-aquiles, é um peixe do género Acanthurus. Este peixe territorial alimenta-se de algas filamentosas ou pequenas e carnudas. Na base da cauda possui umas lâminas retrácteis, semelhantes a bisturis, que são espinhos espinhos pedunculares modificados e podem ser ventosas. Nos juvenis está ausente a grande mancha laranja que se vê nos flancos dos adultos. A espécie pode ser confundida as vezes com o cirurgião-africano (Acanthurus monroviae), que também é chamado de cirurgião-aquiles, mas para diferenciar as espécies, basta olhar para a mancha próxima a cauda que é vermelha, enquanto a do cirurgião-africano, é amarela.
Essa espécie é nativa do Oceano Pacífico, podendo ser encontrado em recifes e lagunas de atóis da região da Polinésia para o Havaí, com avistamentos em Palau, Ilhas Marshall, Guam e Ilhas Cook, além de também ser encontrado ao longo da Baja Califórnia, na costa pacífica do México.